# Anna Puttseva
Anna Stepánovna Puttseva (en ruso: Анна Степановна Путцева; Jabárovsk, 18 de junio de 1977) es una deportista rusa que compitió en tiro con arco, en la modalidad de arco recurvo.
Ganó dos medallas en el Campeonato Mundial de Tiro con Arco en Sala, en los años 2001 y 2003, y tres medallas en el Campeonato Europeo de Tiro con Arco en Sala, en los años 2002 y 2004.

## Palmarés internacional
| Campeonato Mundial en Sala | Campeonato Mundial en Sala | Campeonato Mundial en Sala | Campeonato Mundial en Sala |
| Año                        | Lugar                      | Medalla                    | Prueba                     |
| -------------------------- | -------------------------- | -------------------------- | -------------------------- |
| 2001                       | Florencia (Italia)         | Medalla de oro             | Equipo                     |
| 2003                       | Nimes (Francia)            | Medalla de bronce          | Equipo                     |
| Campeonato Europeo en Sala |                            |                            |                            |
| Año                        | Lugar                      | Medalla                    | Prueba                     |
| 2002                       | Ankara (Turquía)           | Medalla de bronce          | Equipo                     |
| 2004                       | Sassari (Italia)           | Medalla de oro             | Individual                 |
| 2004                       | Sassari (Italia)           | Medalla de oro             | Equipo                     |